# Joy Orbison
Joy Orbison (* 27. September 1986 in London; eigentlich Peter O’Grady) ist ein englischer DJ und Musikproduzent. 2009 hatte er seinen ersten Hit und war daraufhin über ein Jahrzehnt in der Londoner Clubszene erfolgreich. Seine erste Albumproduktion schaffte 2021 den Einstieg in die britischen Charts.

## Biografie
Peter O’Gradys Onkel, Ray Keith, ist ein Pionier des britischen Jungle. Dieser führte ihn in die Musik und die Musikszene ein. Mit 13 begann er, Platten zu sammeln und aufzulegen, aber erst mit 18 begann er, eigene Stücke zu produzieren und unter dem Namen Joy Orbison, eine nicht tiefer begründete Anspielung auf den 60er-Jahre-Sänger Roy Orbison, zu veröffentlichen. Der große Durchbruch gelang ihm 2009 mit Hyph Mngo, das nicht nur ein Clubhit wurde, sondern auch ihn selbst ins Rampenlicht rückte. Neben der Fachpresse wurde auch die BBC aufmerksam und nahm ihn in seine erweiterte Liste des Sound of 2010 auf.
Meist veröffentlichte er seine Songs selbst über sein Label Doldrums, er arbeitete aber auch mit Szenelabels zusammen, z. B. bei seiner ersten EP The Shrew Would Have Cushioned the Blow (2010). Es folgten weitere Cluberfolge wie J. Doe, BB und Sicko Cell und Remixe bspw. von Lana Del Reys Video Games oder Love Cry von Four Tet. Die Hitsingle Swims war 2012 der Beginn einer langjährigen Zusammenarbeit mit Alex Green, bekannt als Boddika.
Ab 2017 folgten weitere Solo-EPs und Kollaborationen, zum Beispiel mit dem Saxophonisten Ben Vince, Infinite und Mansur Brown. Mit dem Duo Overmono veröffentlichte er 2019 den Clubhit Bromley (als Joy Overmono). Es dauerte aber bis 2021, bis er erstmals ein vollständiges Album produzierte. Still Slipping – Vol 1 erschien im Sommer des Jahres und stieg in den UK-Albumcharts auf Platz 92 ein. Neben einigen Gast-DJ sind auch eine Reihe von Familienmitglieder mit gesprochenen Beiträgen auf dem Mixtape zu hören.

## Diskografie
Album
- Still Slipping (2021)

EPs
- The Shrew Would Have Cushioned the Blow (2010)
- Severed Seven (mit Boddika, 2016)
- Toss Portal (2017)
- 81b (2018)
- Slipping (2019)

Lieder
- Hyph Mngo (2009)
- J. Doe (2009)
- BB (2010)
- Wade In (2011)
- Sicko Cell (2011)
- Swims (mit Boddika, 2012)
- Froth (2012)
- Ellipsis (2012)
- More Maim (mit Boddika, 2014)
- TMTT (mit Boddika, 2015)
- Off Season (2017)
- Transition 2 (mit Ben Vince, 2018)
- 50 Locked Grooves (2019)
- Bromley (mit Overmono als Joy Overmono, 2019)
- Sweetstuff Pack (mit Cityboymoe, 2021)